# Лабиллардьер, Жак-Жюльен де
Жак-Жюлье́н де Лабиллардье́р (также Гутон де ла Бийардьер, Ла-Биллардьер, Лабилльярдьер, Лабилльярдиер, Биярдье) (фр. Jacques-Julien Houtou de La Billardière; 28 октября 1755, Алансон, Франция — 8 января 1834) — французский ботаник и путешественник.

## Биография
Сначала изучал медицину в Монпелье, но под конец обучения переключился на изучение ботаники.
Лабиллардьер путешествовал по Англии, Франции, Альпам, посетил Сирию и Ливию, принимал участие в экспедиции д`Антркасто, снаряженной в Австралию для отыскания погибшего Лаперуза.
Лабиллардьер собрал во время своих путешествий громадный гербарий, вошедший позже в состав гербария Делессера.
После возвращении из последнего путешествия Лабиллардьер был избран в 1800 году академиком.

## Труды
Кроме множества естественно-исторических статей и описаний своих путешествий (например, «Relation du voyage à la recherche de Laperouse», Париж, 1800 (фр.)), Лабиллардьер оставил следующие наиболее важные ботанические описания:
- «Icones plantarum Syriae rariarum» (Париж, 1791—1812, с 50 таблицами) (лат.)
- «Novae Hollandiae plantarum specimen» (Париж, 1804—1806, с 265 таблицами) (лат.)
- «Sertum austro-Caledonicum» (Париж, 1824—1825, с 80 таблицами) (лат.)

Джеймс Эдуард Смит назвал в честь Лабиллардьера род растений — Billardiera (семейство Смолосемянниковые).